# Andreas Lund (fodboldspiller)
Torkjell Andreas Lund (født 7. maj 1975 i Kristiansand, Norge) er en norsk tidligere fodboldspiller (angriber). 
Lund var en stor profil for Molde i Tippeligaen i slutningen af 90'erne, og blev solgt til engelske Wimbledon på det tidspunkt, hvor den norske træner Egil "Drillo" Olsen stod i spidsen for klubben. Han spillede 12 kampe og scorede to mål i Premier League for klubben. Han måtte stoppe karrieren allerede som 27-årig grundet en slem knæskade.
Lund spillede desuden syv kampe og scorede to mål for det norske landshold. Han debuterede for holdet i en venskabskamp mod Jamaica 20. maj 1999, og var efterfølgende med i to af kvalifikationskampene til EM 2000. Han blev dog ikke udtaget til slutrunden i Belgien og Holland.